# WindowsWear
WindowsWear é uma empresa de tecnologia de moda fundada em 2012, com sede em Nova York, que apresenta vitrines em tempo real nas grandes cidades. WindowsWear tem uma coleção de vitrines datadas desde 1931. A coleção oferece aos retalhistas, designers, marcas e diretores criativos fotografias que podem ser usadas para pesquisa competitiva, inspiração e tendências ao longo dos anos em relação a elementos visuais presentes nas vitrines nos dias de hoje.

## Operações Comerciais
A empresa possui três modelos de negócios diferentes: WindowsWear.com para fazer compras on-line dos produtos da vitrine, WindowsWear PRO como um serviço de assinatura paga, dando acesso a uma base de dados com as tendências visuais do momento, e  WindowsWear Fashion Window Walking Tours como um passeio guiado em Nova York. WindowsWear tem investidores de empresas como Goldman Sachs, Barclays Capital, Coach, Inc., eBay, e Nomura Securities.

## WindowsWear
WindowsWear.com é um site de e-commerce para pesquisar e comprar produtos da vitrine.

## WindowsWear PRO
WindowsWear PRO é usado por varejistas, designers e universidades, como a Universidade do Alabama, Berkeley College  EBC Hochschule, Fashion Institute of Technology,
Genesee College, George Brown College, Laboratory Instituto de Merchandising, The Planning and Visual Educational Partnership, Milwaukee Area Technical College, Seneca College, Sheridan College e Université du Québec à Montréal.

## WindowsWear Awards
Os WindowsWear Awards é um evento anual que reconhece as top vitrines mundiais em diferentes categorias. As categorias incluem a Melhor Cidade, Estação do Ano ou Cor, entre outras. As equipas criativas das marcas participantes comparecem no evento, marcas como Barneys New York, Bloomingdales, Elie Tahari, Harrods, Kleinfeld Bridal, e Moncler.

## História
WindowsWear foi fundada por Jon Harari e Michael (Mike) Niemtzow, ex-colegas da Lehman Brothers e Raul Tovar. A equipe inclui fotógrafos localizados em diferentes países e cidades. WindowsWear foi criada em novembro de 2012, tendo Elle como um parceiro de lançamento.

## Mídia

### Televisão
WindowsWear tem sido destaque em Despierta América do Univision! 

### Jornal
WindowsWear tem sido destaque no Wall Street Journal e USA Today.

### Mídia on-line
WindowsWear tem sido destaque em mídia on-line incluindo Vogue (revista) no Japão e no México, Elle na Rússia e nos EUA,Glamour no Brasil e nos EUA, Lucky, Women’s Wear Daily, South China Morning Post, China EF, StyleMode e Only Lady na China.
WindowsWear também tem sido destaque em Time Out (revista), Shopify, da MasterCard Love This City, About.com, e NYC & Company.